# Смит, Томас (художник)

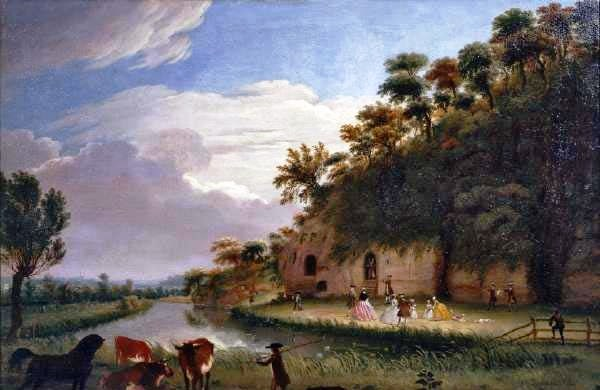
Картина Томаса Смита из собрания Музея и художественной галереи Дерби

Томас Смит, обычно известный по месту работы как Томас Смит из Дерби (англ. Thomas Smith, Thomas Smith of Derby; около 1720–1724, Дерби — 12 сентября 1767, Бристоль) — английский живописец-пейзажист, работавший в Дерби; старший представитель известной художественной династии Смит, отец миниатюриста Томаса Корреджо Смита и гравёра-меццотинтиста Джона Рафаэля Смита. Написал множество пейзажей, включая исторические здания вроде Чатсуорт-хаус и пейзажи Озёрного края.
Картина Томаса Смита «Пространный пейзаж с компанией охотников» (англ. An Extensive Landscape with Hunting Party) была продана за 67 000 долларов на аукционе в Саутби. Он нарисовал эту картину в 1751 году, за год до рождения своего сына и за шестнадцать лет до своей смерти.